# Begram

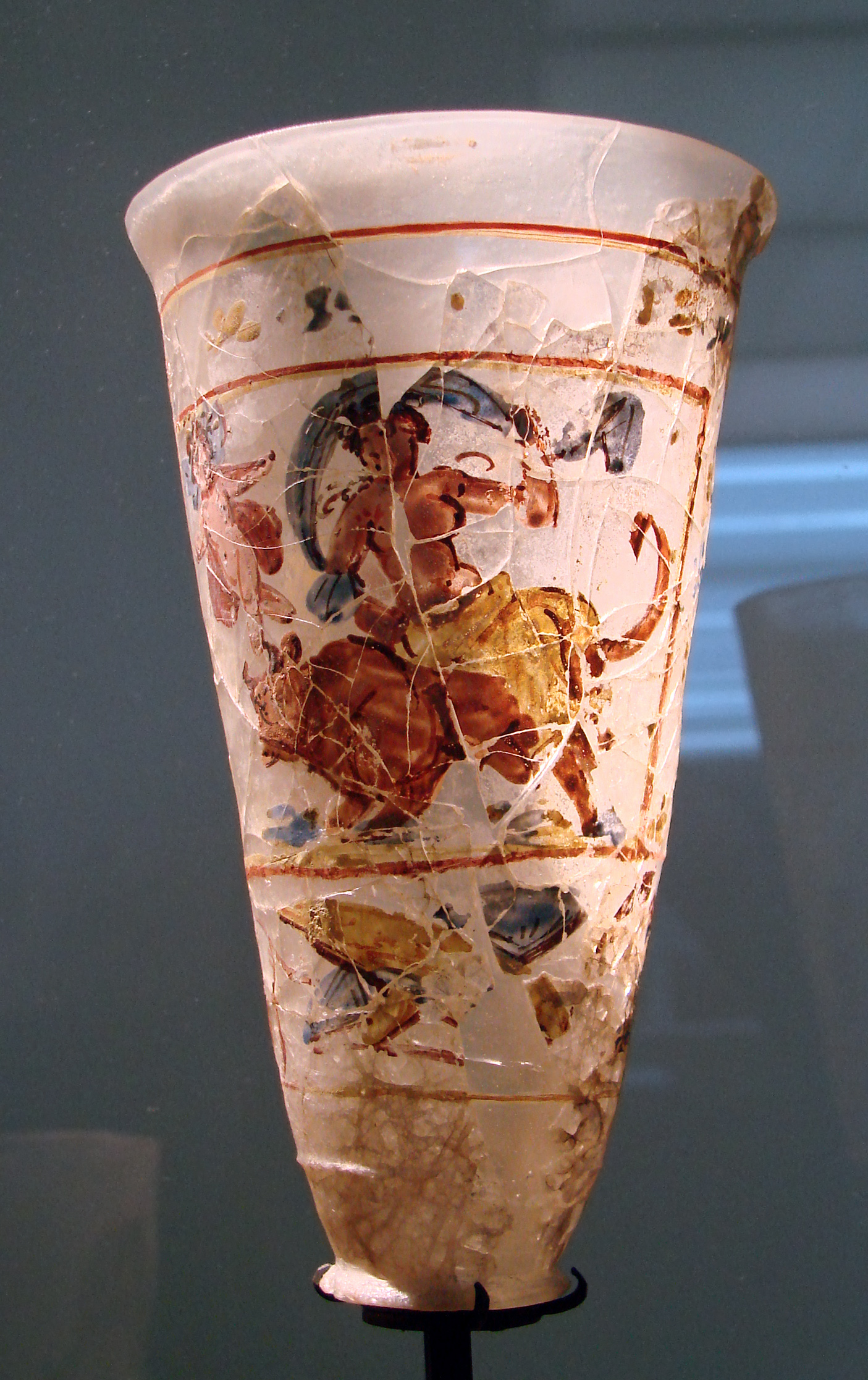
Römischer Glasbecher aus dem Schatz von Begram mit Darstellung der mythologischen Figur Europa

Begram (persisch بگرام, DMG Bagrām) ist eine antike Stadt im südlichen Bereich des Hindukusch-Gebirges in der afghanischen Provinz Parwan. Neben den Ruinen der Stadt gibt es in ihrer Umgebung noch Überreste mehrerer buddhistischer Stätten. Die Stadt wurde zur Zeit der griechisch-baktrischen Herrschaft, also etwa im 3. oder im 2. Jahrhundert v. Chr. gegründet und war auch in den späteren Jahrhunderten bewohnt. Man geht davon aus, dass es sich bei den archäologischen Stätten Begrams auch um die frühere Stadt Kapisa, die Sommerresidenz der Kuschana unter Kanischkas Herrschaft, handelt. Die Funde wurden als Schatz von Begram international bekannt.

## Geografische Lage

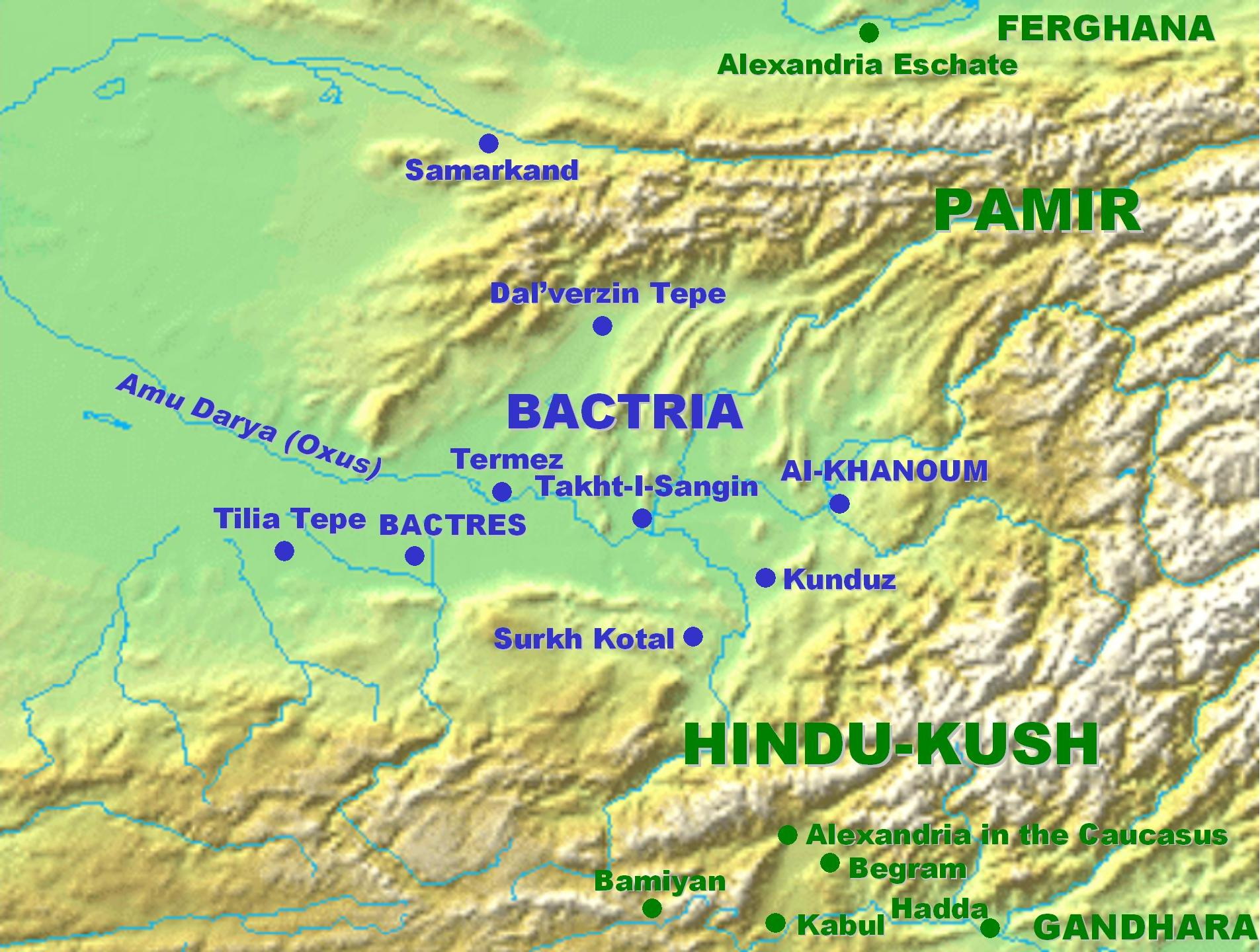
Einige Städte der Region etwa zu jener Zeit als bei Begram (unten rechts) die Stadtgründung erfolgt war. Der damalige Name ist unklar, so wie auch die Lage Alexandrias am Kaukasus umstritten ist.

Die Ruinen Begrams befinden sich etwa 80 Kilometer nordöstlich der afghanischen Hauptstadt Kabul in der Region Bagram. Diese liegt in der Kapisa-Ebene, welche von drei Seiten von Gebirgszügen des Hindukusch umgeben ist. Die größten historischen Stätten Begrams liegen in unmittelbarer Nähe der Mündung des Ghorband in den Pandschschir-Fluss, etwa 12 Kilometer von der Provinzhauptstadt Tscharikar entfernt. Die Region ist durch große Mengen von verfügbarem Schmelzwasser aus dem Hochgebirge, welches eine bewässerte Landwirtschaft ermöglicht, eine der fruchtbarsten Afghanistans. Diese Situation war damals wie heute im Wesentlichen gleich.
Das Gebiet war der Haupthaltepunkt bei Reisen durch die Region des Hindukusch, die aufgrund des Hochgebirgscharakters der Landschaft stets durch bestimmte Täler und Gebirgspässe verliefen. Es lag an mehreren damaligen Handelsstraßen unter anderem an der Haupthandelsroute von Indien nach Zentralasien; auf dieser Route lagen beispielsweise auch die heutigen Städte Balch (das frühere Baktra), Kabul, Dschalalabad und Peschawar. Weiter nördlich im Gebiet des heutigen Staates Turkmenistan verband sich diese Nord-Süd-Handelsroute mit der in Ost-West-Richtung verlaufenden Seidenstraße. Die Lage war zudem strategisch bedeutend, weshalb sich die Errichtung einer Festungsanlage geradezu anbot.

## Geschichte
Die Stadt wurde vermutlich in der griechisch-baktrischen Zeit gegründet und war nachweislich auch in den Perioden der Indo-Griechen, der Kuschana und der Sassaniden bewohnt. In indo-griechischer Zeit hatte die Stadt eine Elefantengottheit als Hauptgottheit, die oft wie Zeus dargestellt wurde. Sie erscheint auf Münzen von Eukratides I. und wird dort explizit als Gottheit von Kapisa bezeichnet.
Aufgrund von mehreren Indizien geht man in der Forschung allgemein davon aus, dass es sich um die kuschanische Stadt Kapisa, die Sommerresidenz der Kuschana während der Herrschaft Kanischkas, handelt, ohne dass dies jedoch hinreichend bewiesen werden konnte. So gelang es den Archäologen etwa nicht, einen Beweis zu erbringen, der die früher dort vorhandene Stadt als eine königliche Hauptstadt klassifiziert.
In der Gegend wird auch die von Alexander dem Großen gegründete Stadt Alexandria am Kaukasus vermutet, wobei die genaue Lokalisierung dieser Stadt umstritten ist. Die Forschung vermutet sie am wahrscheinlichsten hier bei Begram oder in der Gegend von Tscharikar. In der Umgebung befindet sich weiters eine Reihe von buddhistischen Klöstern, wie Schotorak, Qol-e Nader, Koh-e Pahlawan.
Nach dem Einfall der Hephthaliten wurde Kapisa wiederum die Hauptstadt des kleinen Königreiches der Nezak. Sie wird noch im siebenten nachchristlichen Jahrhundert von dem chinesischen Reisenden Xuanzang beschrieben. Er nennt sie Kapisi, Hauptstadt von Kapisa. Er verweilte einen Sommer in der Stadt und bezeugt das Weiterleben eine Kultes um eine Elefantengottheit.
Die genaue Herkunft und Bedeutung des Namens Begram ist unklar, ebenso der Zeitpunkt, an dem sich dieser Name etabliert hat. Manche Wissenschaftler sind der Meinung, das Wort Begram bedeute etwa so viel wie eine wichtige Siedlung, eine Hauptstadt oder eine Stadt in der Nähe einer buddhistischen Stätte. Während die antike Stadt unter dem Namen Begram bekannt geworden ist, hat sich für die Region selbst die Schreibweise Bagram etabliert. Die unterschiedlichen Schreibweisen sind durch das Fehlen eines standardisierten Transliterationssystems zur Übersetzung der Schrift entstanden.

## Forschungsgeschichte

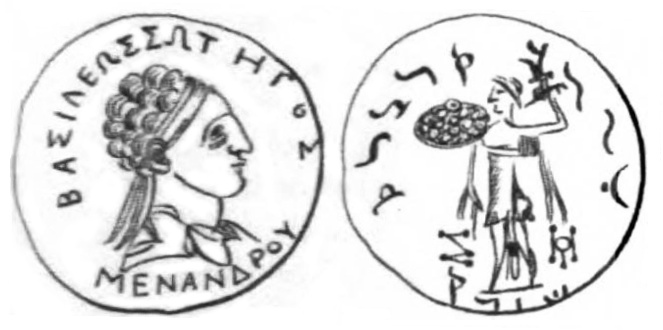
Eine der durch Charles Masson erworbenen Münzen, die angeblich bei Begram gefunden wurde. Münze von Menandros, skizziert von Masson

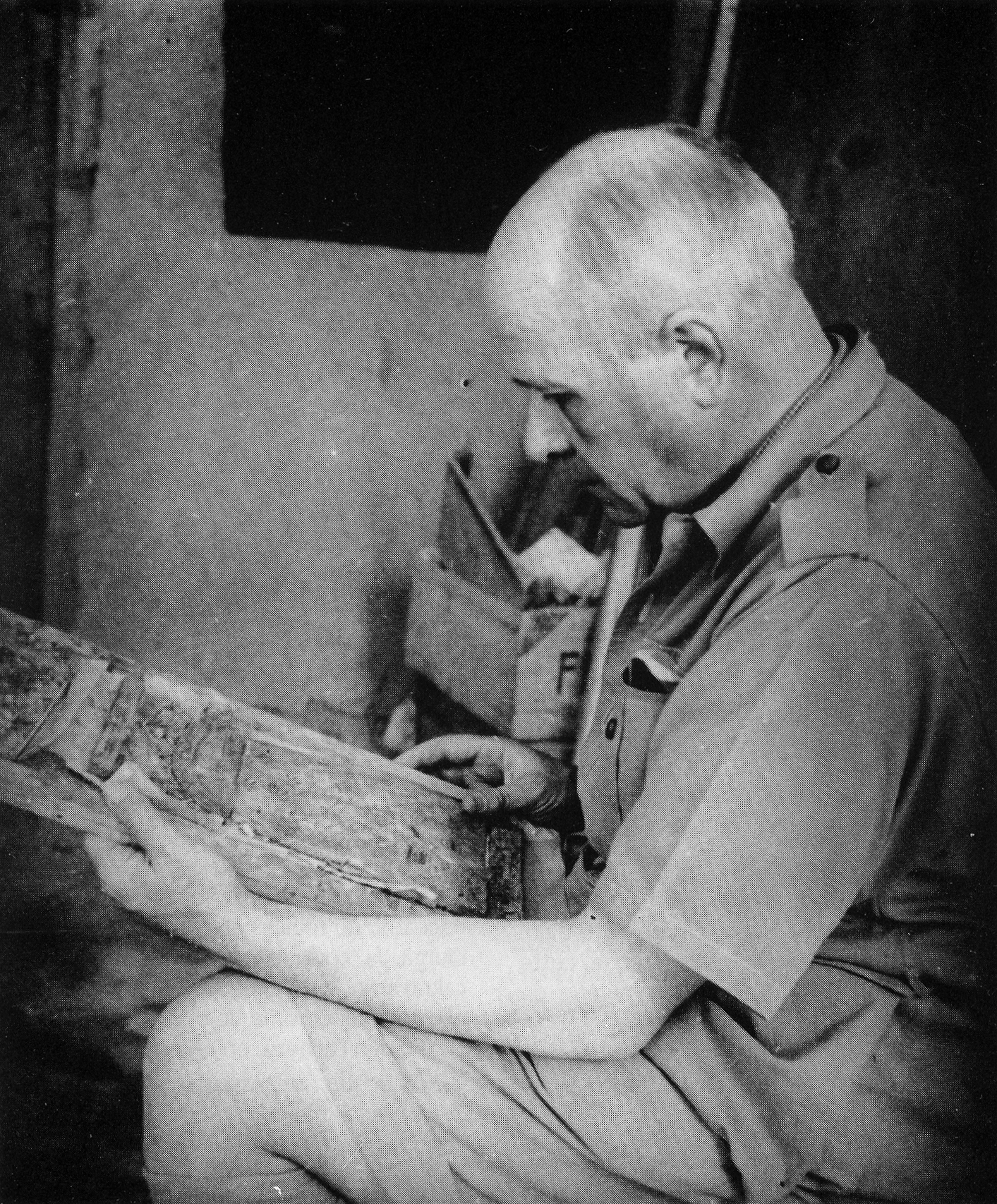
Joseph Hackin begutachtet eine Elfenbeinschnitzerei aus dem Raum Nr. 13 (Schatz von Begram)

Im 19. Jahrhundert war der Brite Charles Masson der erste europäische Forscher, der von Begram berichtete. Nach seiner Entdeckung gelang es ihm in den darauffolgenden Monaten etwa 2.000 Münzen zu sammeln, die er von Einheimischen erwarb. Damals spekulierte er, es wären jährlich rund 30.000 Münzen in der Gegend von Begram gefunden worden, die daraufhin meist in lokalen Werkstätten eingeschmolzen worden wären. Erste systematische Untersuchungen erfolgten ab dem Jahr 1923 im Rahmen der französischen archäologischen Mission in Afghanistan (DAFA) unter Leitung von Joseph Hackin, wobei zunächst das Augenmerk auf die buddhistischen Denkmäler gerichtet wurde. Seit 1936 fanden Grabungen statt, an denen auch Hackins Ehefrau, die Archäologin Marie Hackin, teilnahm. Sie dauerten bis 1939 und wurden durch den Krieg unterbrochen. 1946 folgte eine letzte Kampagne. Es wurden an mehreren Orten Teile der antiken Stadt aufgedeckt, die aus einer Wohnstadt und einer auf zwei flachen Hügeln gelegenen Oberstadt bestand. Dabei wurden innerhalb der stark befestigten Oberstadt etliche Räume freigelegt.

## Stadt Begram

### Neuerer Teil

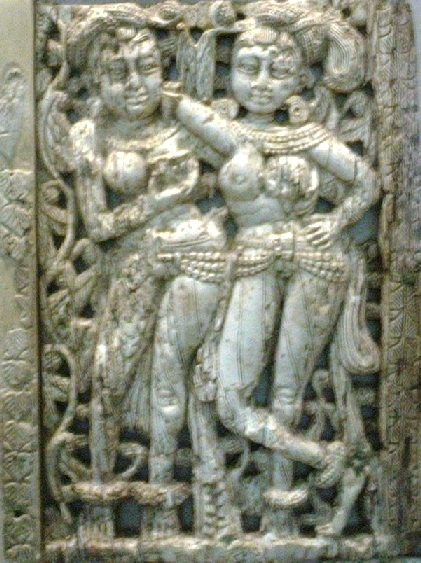
Indische Elfenbeinarbeit aus dem Schatz von Begram

Auf einem Plateau befinden sich Reste einer antiken Stadt, die von den Archäologen als „neue königliche Stadt“ bezeichnet wurde und etwa 600 mal 450 Meter groß ist. An ihrer Südwestseite – der einzigen Seite, an der keine natürliche Verteidigungsbarriere den Aufstieg zum Plateau erschwerte –, stand eine Verteidigungsmauer. Sie war etwa 10 Meter breit, wobei vermutet wird, dass sie aus zwei drei Meter breiten Mauern bestand, zwischen denen ein Gang vorhanden war. Diese Stadtmauer wurde nur an ihrer Außenseite vollständig ausgegraben. Dort bestand sie aus Ziegeln, von denen jeder mit dem griechischen Buchstaben „Theta“ markiert war. Auf dem innerhalb dieser Stadtmauer liegenden Plateau wurde im Wesentlichen an zwei verschiedenen Orten gegraben.
Bei einer Grabung im östlichen Bereich wurden etwa 60 Räume freigelegt. Hier fanden sich auch zwei an ihren Eingängen vermauerte Räume (Nr. 10 und Nr. 13), welche die größten Fundstücke, den sogenannten Schatz von Begram, enthalten sollten. Unmittelbar neben diesem Gebäudekomplex fanden sich Reste einer kleinen, mit runden Türmen bewehrten Festung. Sie bestand aus sieben Räumen, die einen rechteckigen Innenhof umschlossen. Eine weitere, ähnliche Festung fand sich außerhalb der Stadtmauer etwa 400 m südlich. Die zweite Grabungsstelle befand sich etwa 200 Meter weiter westlich. Dort wurden etwas mehr als 40 Räume freigelegt, die um einen Innenhof herum gebaut waren. Die Fundamente und unteren Teile der Mauern waren aus gewöhnlichen Steinen errichtet worden, während die oberen Bereiche der Wände aus gestampftem Lehm (Pisé) bestanden.
Die Wände dieser neuesten Schicht orientierten sich größtenteils nicht an den Resten früheren Konstruktionen, von denen ebenfalls Reste gefunden werden konnten. Daher unterschieden sich die Gebäudestrukturen dieser älteren Schichten im Grundriss erheblich. In den älteren Schichten, deren Mauern aus Ziegeln und Steinen bestanden, fanden sich bei der westlichen Grabungsstelle Reste zahlreicher Gebäude, die entlang einer in Nord-Süd-Richtung verlaufenden Straße angeordnet waren und zahlreiche Handwerksbetriebe enthielten. Auch bei der östlichen Grabung fanden sich Reste etlicher Räume, die teilweise mit einer Ascheschicht bedeckt waren, was auf einen Brand hindeutet. Die ältesten Schichten der beiden Grabungsstellen wurden anhand von Münzen auf die griechisch-baktrische oder auf die frühe Kuschana-Zeit datiert.

### Älterer Teil
Etwa 600 Meter weiter nördlich befindet sich eine etwa 200 mal 150 Meter große Akropolis, die von den Archäologen als noch älter eingestuft und daher als „alte königliche Stadt“ bezeichnet wurde. Diese Stätte liegt auf einem Felsplateau, welches die Umgebung etwa 20 Meter überragt und auf drei Seiten eine natürliche Verteidigung bietet. Unmittelbar nordwestlich dieses Plateaus mündet der Ghorband in den Pandschschir, dessen Flusslauf an der Erhebung vorbei nach Osten weiterführt. Dieser Umstand stellte einen weiteren Schutz gegen mögliche Angreifer dar. Das südlich angrenzende Plateau wurde durch eine auf der Süd- und Ostseite erbaute, einfache, aber stark befestigte Mauer, die noch teilweise erhalten ist, abgeschirmt. Die Mauer bestand teilweise aus Ziegeln, die jedoch im Gegensatz zur Verteidigungsmauer der anderen Anlage keine Markierungen aufwiesen. Innerhalb dieser Anlage konnten jedoch keine Gebäudereste mehr gefunden werden, da der Ort in jüngerer Zeit wieder besiedelt und der Boden landwirtschaftlich genutzt wurde. Der moderne Namen dieses Plateaus ist Burj-i 'Abdullah.